# Majesty and Decay
Majesty and Decay är det amerikanska death metal-bandet Immolations åttonde studioalbum, släppt mars 2010 av skivbolaget Nuclear Blast.

## Låtförteckning
1. "Intro" (instrumental) – 1:19
2. "The Purge" – 3:19
3. "A Token of Malice" — 2:41
4. "Majesty and Decay" – 4:29
5. "Divine Code" – 3:39
6. "In Human Form" – 4:04
7. "A Glorious Epoch" – 4:38
8. "Interlude" (instrumental) – 2:04
9. "A Thunderous Consequence" – 3:59
10. "The Rapture of Ghosts" – 5:19
11. "Power and Shame" – 3:44
12. "The Comfort of Cowards" – 5:52

- Text och musik: Immolation

## Medverkande
Musiker (Immolation-medlemmar)
- Ross Dolan – sång, basgitarr
- Robert Vigna – gitarr
- Bill Taylor – gitarr
- Steve Shalaty – trummor

Produktion
- Paul Orofino – producent, ljudtekniker
- Zack Ohren – ljudmix, mastering
- Brenden Flaherty – trumtekniker
- Norman DelTufo – trumtekniker
- Rob Kimura – omslagsdesign
- Pär Olofsson – omslagskonst